# Turó del Migdia
El Turó del Migdia, malgrat el seu nom, és una cinglera del municipi de Conca de Dalt, antigament del de Toralla i Serradell, en territori del poble de Serradell.
Està situat en el sector nord-occidental del terme, a ponent de Serradell. És a migdia de Santa Eulàlia, a l'esquerra del barranc dels Forats.